# Рибофлавін

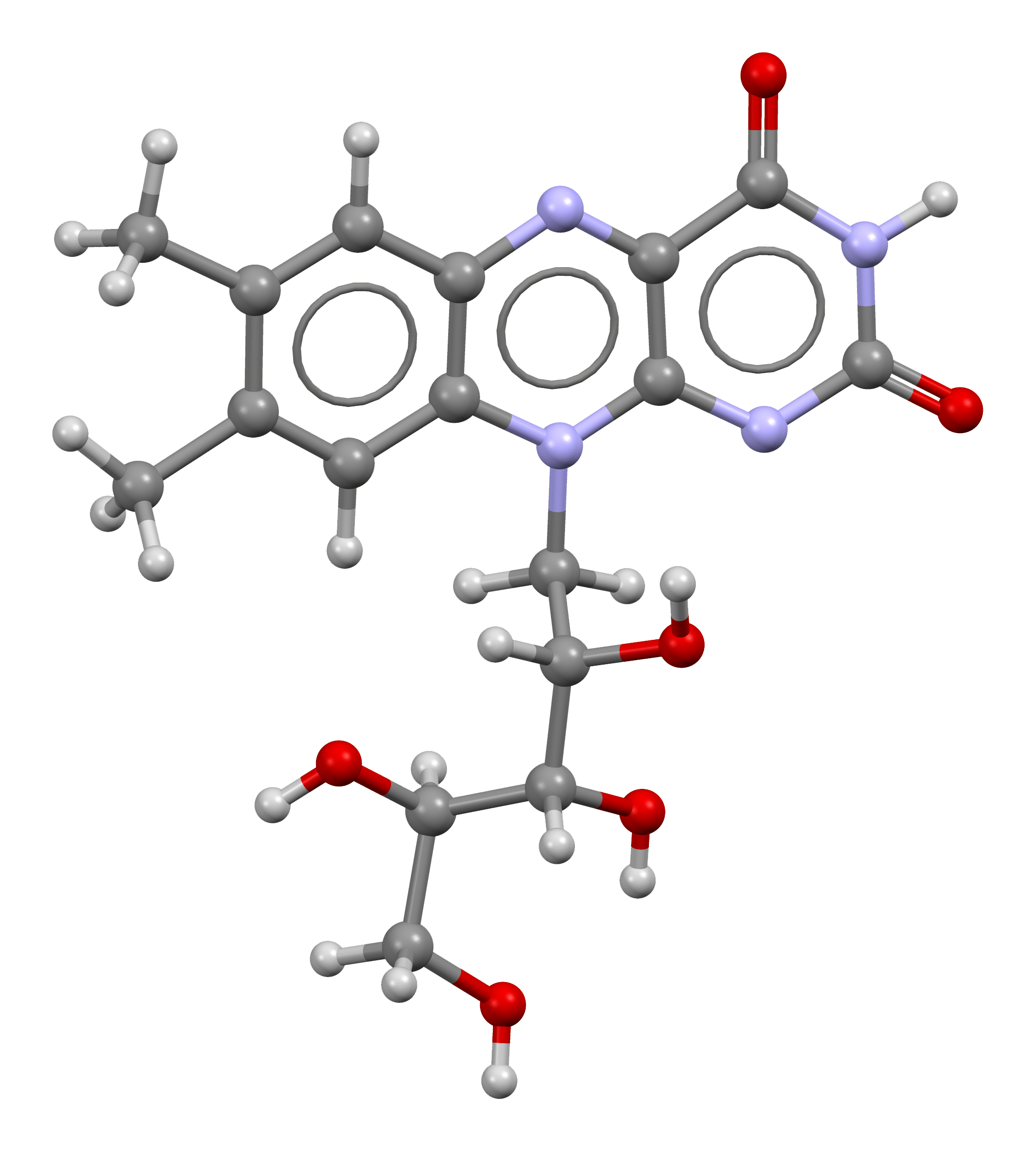

Рибофлавін (Вітамін В2, Лактофлавін) — вітамін, що бере участь в процесах росту, пластичному обміні; регуляторно впливає на стан центральної нервової системи, процеси в рогівці, кришталику ока, забезпечує світловий і кольоровий зір, входить до складу ферментів, які регулюють важливі етапи обміну речовин, позитивно впливає на стан шкіри та слизових оболонок, функцію печінки та кровотворення.

## Властивості
У чистому вигляді — помаранчево-жовтий порошок, слабо розчинний у воді. На світлі швидко руйнується під впливом ультрафіолетових променів. Тому його препарати та продукти харчування, багаті на В2, зберігають у місцях, захищених від сонця.
Втрати вітаміну під час кулінарної обробки невеликі, при стерилізації, варінні — не більше 20 %. Рибофлавін погано розчиняється у воді (розчинність підвищується при зниженні рН) і спирті.
Біологічно активною формою рибофлавіну є флавінаденіндинуклеотид, що синтезується в організмі людини в нирках, печінці й інших тканинах. Інше похідне рибофлавіну — рибофлавін-5-фосфорна кислота зустрічається природному виді в дріжджах. Завдяки їй забезпечується нормальний плин окисно-відновних процесів в організмі.